# Antonella Ruggiero (cantante 1969)
Antonella Ruggiero, nota anche con lo pseudonimo di Dionira (Napoli, 11 giugno 1969), è una cantante italiana.

## Descrizione

### Cantante
Esordisce ancora minorenne al Festival di Sanremo 1985 nella sezione 'Giovani' con la canzone Sul mare, riuscendo ad arrivare in finale. Nel 1989 pubblica il suo primo album. Dopo una pausa dal mondo musicale pubblica il singolo Voglio te nel 1995 (canzone presentata al Festival italiano 1994 e giunta in finale) e partecipando a Sanremo Giovani 1996 con l'audace canzone 6-1-ba... (titolo anche del suo terzo album sempre di quell'anno), ma non riuscendo questa volta a classificarsi per il festival del febbraio successivo. Nel 1997 pubblica un'altra canzone, Mare (Quell'idea di dire tutto). Successivamente si dedica anche alla canzone napoletana.

Antonella Ruggiero a Sanremo Giovani 1996 (presentatasi con il nuovo nome d'arte Dionira) mentre canta "6-1-ba...".

### Attrice
Svolge anche l'attività di attrice, in cui si è distinta nelle prime sei edizioni di CentoVetrine con il ruolo di Vanessa Donati, oltre a recitare per Vivere, Le tre rose di Eva e a partecipare ad altri eventi televisivi.

### Scrittrice
Nel 2021 pubblica Lingua, un libro che esplora molti aspetti dell'erotismo e dell'amore.

## Discografia

### ComeAntonella Ruggiero
- 1985: Sul mare / Sotto il cielo (Errebi Music, RBM 24001)
- N/A (fine anni '80): Canto per voi (Rico Record, FC 015)
- 1989: Antonella Ruggiero (New Enigma Records, NEM 47730)

### ComeDionira
- 1995: Voglio te (Singolo; Dig It International, DMX 10242)
- 1996: 6-1-ba... (ZYX Music / Giungla Records; ristampa del 1998 con inclusa anche Mare (Quell'idea di dire tutto))
- 1997: Mare (Quell'idea di dire tutto) (Singolo; Giungla Records P003)
- 2008: Prego Prego Italia (compilation multi-artistica per la Finlandia; Dionira presente con: Mare)